# Гожупя-Дольна
Гожупя-Дольна (пол. Gorzupia Dolna, нім. Nieder Gorpe) — село в Польщі, у гміні Жагань Жаганського повіту Любуського воєводства.
Населення — 166 осіб (2011).
У 1975-1998 роках село належало до Зеленогурського воєводства.

## Демографія
Демографічна структура станом на 31 березня 2011 року:
|          | Загалом | Допрацездатний вік | Працездатний вік | Постпрацездатний вік |
| -------- | ------- | ------------------ | ---------------- | -------------------- |
| Чоловіки | 87      | 16                 | 63               | 8                    |
| Жінки    | 79      | 21                 | 43               | 15                   |
| Разом    | 166     | 37                 | 106              | 23                   |